# 上甲状腺動脈
上甲状腺動脈（じょうこうじょうせんどうみゃく）は、頭頸部の動脈の一つ。外頸動脈の枝の一つで、舌骨大角のすぐ下の高さで分かれ、甲状腺に向かう。

## 走行
胸鎖乳突筋前縁の下で起こり、頸動脈三角内部を上前方に走る。ここでは、皮膚、広頸筋、筋膜にておおわれている。その後、下に向かい、肩甲舌骨筋、胸骨舌骨筋、胸骨甲状筋の下方を通る。
内側には、下咽頭収縮筋、上喉頭神経外枝が走る。

## 枝
上甲状腺動脈は付近の筋肉に枝をだして栄養を供給するほか、甲状腺に多くの枝を出す。また、反対側の上甲状腺動脈の枝（前枝）や下甲状腺動脈の枝と吻合する枝（後枝）も持つ。
甲状腺に向かう枝は一般的に二本である。このほか、筋肉や甲状腺に向かう枝としては、
- 上甲状腺動脈舌骨下枝
- 上甲状腺動脈胸鎖乳突筋枝
- 上喉頭動脈
- 上甲状腺動脈輪状甲状枝

がある。

## 画像

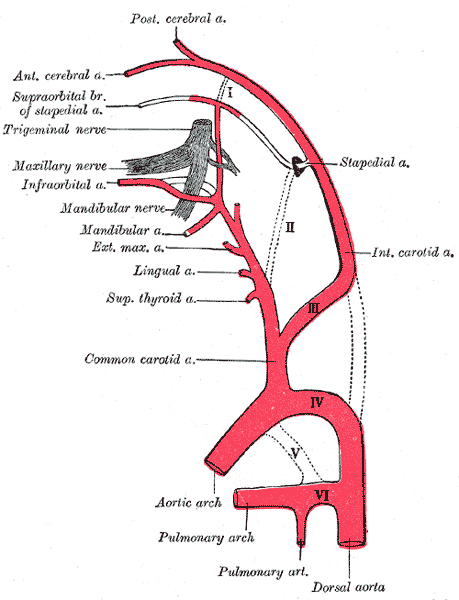
Diagram showing the origins of the main branches of the carotid arteries.
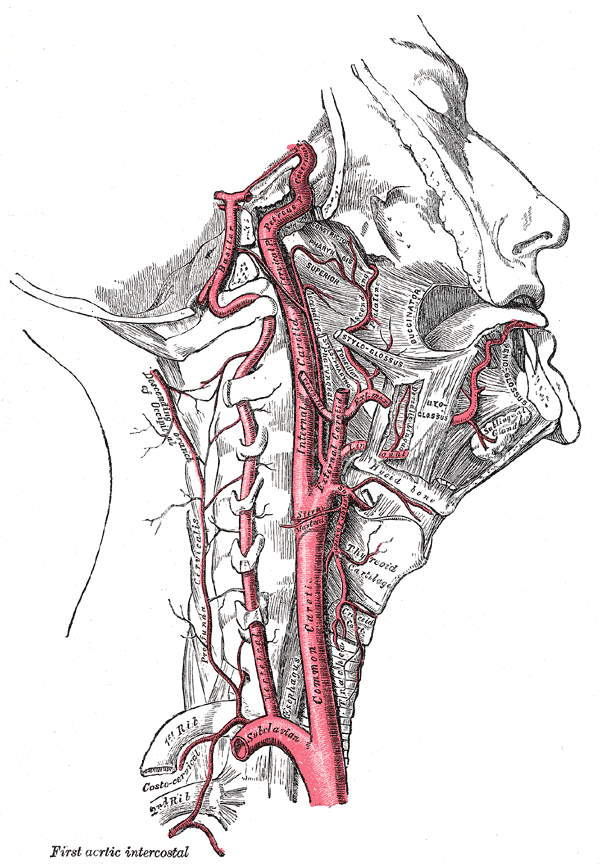
The internal carotid and vertebral arteries. Right side. (Superior thyroid visible at center.)
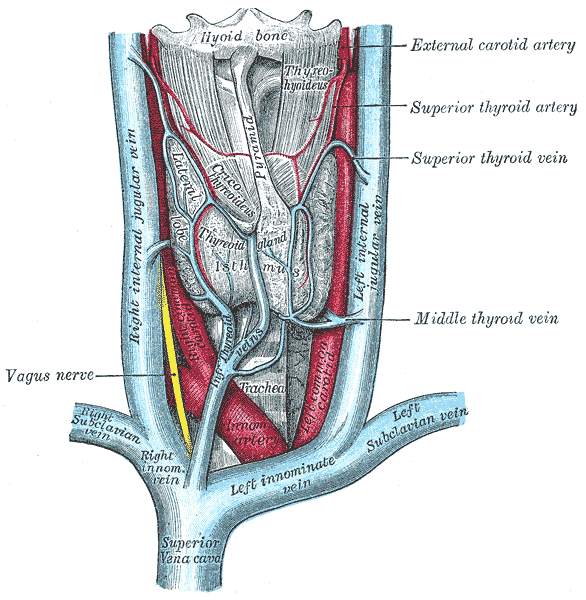
The thyroid gland and its relations.
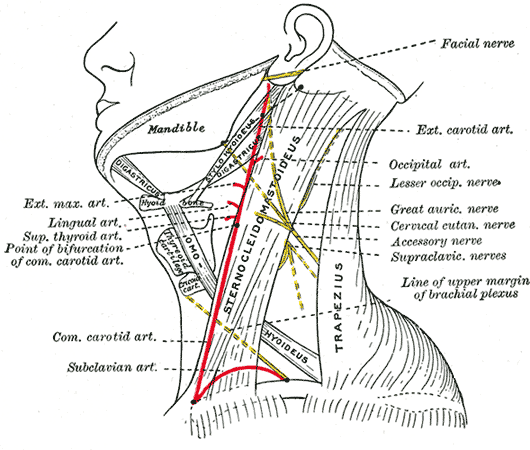
Side of neck, showing chief surface markings.